# Novo Zmirnovo
Novo Zmirnovo (macedónul: Ново Змирново) település Észak-Macedóniában, a Pelagonijai körzet Bitolai járásában.

## Népesség
| Lakosok száma | 158  | 167  | 171  | 157  | 164  | 72   | 60   | 41   | 23   |
|               | 1948 | 1953 | 1961 | 1971 | 1981 | 1991 | 1994 | 2002 | 2021 |

2002-ben 41 lakosa volt, akik mindannyian macedónok.